# Јаји Бони
Томас Јаји Бони (1. јул 1952) је бивши председник Бенина. На власт је био од 6. априла 2006. године до 6. априла 2016. године.

## Биографија
Рођен је у северној покрајини тадашње француске колоније Дахомеј. Студирао је банкарство у домовини, Сенегалу и Француској, где је и докторирао. Од 1980. године до 1988. године радио је Централној банци западне Африке, где је био заменик директора, а од 1992. године до 1994. године био је саветник председника Бенина, Никефора Соглоа. Изабран је за председника Западноафричке развојне банке 1994. године.
На председничким изборима 2006. године, освојио је највише гласова, у конкуренцији двадесетшесторо кандидата. Победу је однео у другом кругу са освојених 75% гласова.
Поновно је изабран за председника Бенина на изборима одржанима 2011. године. Победио је у првом кругу, освојивши 53,18% гласова.
Био је председник Афричке Уније од 27. јануара 2012. године до 27. јануара 2013. године.